# Frimod Joensen
Frimod Martin Sigvald Joensen (født 2. maj 1915 i Sandur på Sandoy, død 1997) var en færøsk billedkunstner. Han var selvlært. Særudstillinger i Torshavn, København og Reykjavik. Billeder findes i Listasavn Føroya og i Sveriges Riksdag.
Frimod Joensen var først sømand. 1935 tog han til København, hvor han arbejdede som jernbanearbejder og fik undervisning i billedkunst. 1964 bosatte han i Tórshavn. Han gengiver som den produktive og farveglade, naivistiske maler alt det, han ser omkring sig: Landskaber, folk og fæ, fugle og fisk, himlen og havet, solen, månen og stjernerne, så direkte, som det er opfattet. Fra hans  omfattende emnekreds kan blandt andet nævnes: Afskedsscener, stenaldermennesker, rumrejser, frodige piger, skibskatastrofer, balletdansere, brintbombeeksplosioner og kærestepar i måneskin.

## Værker (udvalg)
- Afsked (1967)
- Skyer over Nólsoy (1968, Listasavn Føroya
- Pianisten (1970), Listasavn Føroya
- Longsul (1970)
- Skibe i vinterhavn (1971, Listasavn Føroya
- Kone med urtepotte (1974), Listasavn Føroya
- Det amerikanske rumskib (1980, Sveriges Rigsdag

- Selvportræt (1967), frimærke fra 1995
- Kona (kvinde) (1974),frimærke fra 1995